# Blake Quick
Blake Quick (Brisbane, 26 februari 2000) is een Australisch wielrenner die vanaf 2025 voor Roojai Insurance uitkomt.

## Overwinningen
2019
Puntenklassement Ronde van Fuzhou
2022
 Australisch kampioen op de weg, Beloften
2025
1e etappe Ronde van Taiwan

## Resultaten in voornaamste wedstrijden
|      | \| Jaar \| Ronde van Vlaanderen \| Parijs-Roubaix \| \| ---- \| -------------------- \| -------------- \| \| 2023 \| opgave \| \| \| 2024 \| \| buit.tijd \| |                |
| Jaar | Ronde van Vlaanderen | Parijs-Roubaix |
| 2023 | opgave |                |
| 2024 | | buit.tijd      |

## Ploegen
- 2019 –  St George Continental Cycling Team
- 2020 –  St George Continental Cycling Team
- 2021 –  Trinity Racing
- 2022 –  Trinity Racing
- 2023 –  Team Jayco AlUla
- 2024 –  Team Jayco AlUla
- 2025 –  Roojai Insurance

Berwick · Calder · Cameron · Cavanagh · Dinham · Dutton · Gandy · Hubbard · Kennett · Law · Quick · Reardon · Strong · Vink · Wiggins · Zenovich
Berwick · Bettles · Cavanagh · Dutton · Gandy · Harvey · Heaney · Kennett · Quick · Reardon · Vink · Wiggins · Yates · Zenovich
Balmer · Berhe · Colleoni · Craddock · De Marchi · Dunbar · Durbridge · Engelhardt · Grmay · Groenewegen · Hamilton · Harper · Hepburn · Jansen · Juul-Jensen · Maas · Matthews · Mezgec · O'Brien · Peña · Porter · Pöstlberger · Quick · Reinders · Scotson · Sobrero · Stewart · Štybar · Yates · Zana · Jørgensen (stagiair) · McKenzie (stagiair)
Berhe · Craddock · De Marchi · De Pretto · Dunbar · Durbridge · Engelhardt · Ewan · Foldager · Groenewegen · Hamilton · Harper · Hepburn · Jansen · Juul-Jensen · Maas · Matthews · Mezgec · O'Brien · Peña · Plapp · Porter · Quick · Reinders · Schmid · Scotson · Stewart · Walscheid · Yates · Zana